# Barzan (Iran)
Barzan (pers. برزان) – wieś w Iranie, w ostanie Lorestan. W 2006 roku miejscowość liczyła 360 mieszkańców w 89 rodzinach.